# د. جيمس بيكر
د. جيمس بيكر (بالإنجليزية: D. James Baker)‏ هو فيزيائي أمريكي، ولد في 23 مارس 1937 في لونغ بيتش في الولايات المتحدة.